# NGC 1075
NGC 1075 is een balkspiraalstelsel in het sterrenbeeld Walvis. Het hemelobject werd in 1886 ontdekt door de Amerikaanse astronoom Francis Preserved Leavenworth.

## Synoniemen
- PGC 10320
- MCG -3-8-2
- NPM1G -16.0103
- IRAS02412-1624